# Echinopla densistriata
Echinopla densistriata är en myrart som beskrevs av Hermann Stitz 1938. Echinopla densistriata ingår i släktet Echinopla och familjen myror. Inga underarter finns listade i Catalogue of Life.